# Crucianella parviflora
Crucianella parviflora là một loài thực vật có hoa trong họ Thiến thảo. Loài này được Ehrend. mô tả khoa học đầu tiên năm 1977.